# Xã Radnor, Quận Delaware, Pennsylvania
Xã Radnor (tiếng Anh: Radnor Township) là một xã thuộc quận Delaware, tiểu bang Pennsylvania, Hoa Kỳ. Năm 2010, dân số của xã này là 31.531 người.